# VANで勝ち馬さがしてみませんか
『VANで勝ち馬さがしてみませんか』（バンでかちうまさがしてみませんか）は、2019年1月5日からグリーンチャンネルで放送されている競馬に関するテレビ番組。

## 概要
2014年から2018年まで放送された、『教えてVANdaくん! 勝ち馬リサーチャー』を引き継ぎ、原則として土曜夕方の時間帯に放送されている競馬展望番組。「指数や数値を中心とした様々なデータを駆使して翌日のレースを予想する」という設定である。
なお、前番組同様、JRA-VANが番組の協賛スポンサーとして制作に全面協力しており、番組内容も前番組からはほとんど変わっていない。
2020年4月18日から2023年5月27日までCOVID-19の影響で、MCの津田以外は別々の出演となっていた（出演していた時期のアシスタントのVANdaくんは写真のみ、番組解説員はリモートで出演）。
2024年9月7日の放送から内容を一部変更した。

## 放送時間
初回放送
土曜日 17:00 - 17:30（生放送）
再放送
土曜日 23:00 - 23:30
土曜日 27:00 - 27:30
日曜日 7:00 - 7:30
月曜日に競馬開催がある場合は、日曜日にも放送される。この場合、初回放送は土曜日と同じ17:00 - 17:30だが、再放送は別途時間を定める。また、2023年3月4日は福永祐一騎手の引退式、12月16日はイクイノックスの引退式を放送した為に17:30からの放送となった。また、2024年7月27日・8月3日は暑熱対策による夏の新潟開催の薄暮開催の兼ね合い、2025年7月26日～8月16日は新潟・中京開催の薄暮開催で、いずれも19:00からの放送となった。

## 出演者

### MC
- 津田麻莉奈（2019年1月～）

2025年1月5日放送分は体調不良のため代理として小堺翔太がMCを務めた。

### アシスタント
- VANdaくん（JRA-VANマスコットキャラクター）

主に番組前半の進行の補助を行う。
2022年2月19日、「自分探しの旅に出る」という名目で番組を卒業。

### 番組解説員
原則東西主場の開催単位で交替。
- 黒津紳一 - 日刊競馬編集デスク。『勝ち馬検討社』の時代から出演、BS11『うまナビ!イレブン』、ラジオ福島『福島競馬実況中継』を歴任。
- 佐藤直文 - 優馬発行人兼看板評論家。RFラジオ日本『日曜競馬実況中継』（2部前半メイン解説）兼務。
- 高橋剛 - 勝馬想定班美浦南馬場担当。
- 田村明宏 - 競馬ブック東京支社。ラジオNIKKEI『中央競馬実況中継』（第1放送：土日とも午前月替わり正面解説、午後日替わりパドック解説）、MBSラジオ『GOGO競馬』兼務。
- 山下健 - 競馬ブック東京支社。ラジオNIKKEI『中央競馬実況中継』（第1放送：午後日替わりパドック解説）兼務。
- 渡辺芳徳 - ケイユウ発行人兼看板評論家。ラジオ日本『土曜競馬実況中継』（2部前半メイン解説：馬サブローの長谷川仁志および競馬ラボの水上学と分担）兼務。

※佐藤・渡辺は本番組出演期間中、通常レギュラー出演しているRFラジオ日本の中継を休演することがある。

#### 過去の番組解説員
- 山下優（ケイユウ→了徳寺健二HD→スポーツ報知） - 2020年11月30日限りでケイユウを退社のため、同年11月28日のGIジャパンカップの予想が最後の出演となった。

## 主なコーナー
『レース展望→深堀！データ』『解説員展望』で展望するレースは、放送翌日の重賞競走である。
- 深堀！データ

2024年のリニューアルに際して従来のレース展望を一新した物。
JRA-VANの『JRA-VAN NEXT』（PC向けサービス）各種データ（『JRA-VAN DataLab.』・『TARGET frontier JV』）を用いたデータを紹介、それを基にした番組独自の推奨馬を本命馬を含めて5頭発表する。このコーナーで紹介された推奨馬は、翌日の中央競馬全レース中継内でも紹介される。
- まりなるの勝ち馬見つけちゃいました！for『NEXT』

津田麻莉奈がJRA-VANの各種データを用いて選択したイチ押しのレースを予想し、買い目も公開する。結果は、次回の当コーナーで振り返る。
なお、新潟競馬場で開催がある時は（主場・従場問わず）芝コース・直線1000mを予想対象レースとすることが多い。また、新潟で開催が行われていない場合は関西のレースを予想対象にする事が多い。更に、リニューアル以降はその日に2つ重賞がある場合には深堀！データで予想しないレースを予想するスタイルになっている。特例として、東京優駿と有馬記念の週はそのレースを予想する。
2024年秋のリニューアルにより、私のパドックアイが放送された週はコーナー自体を休止とした。
- 解説員展望

解説員による翌日の重賞競走の展望する。解説員の有力馬を本命馬から順に数頭取り上げ、それぞれの参考レース・調教映像を交えながら解説。その後、具体的な買い目を発表する。結果は、次回の当コーナーで振り返る。
- JRA-VANからのお知らせ

JRA-VAN各種サービスの紹介や、キャンペーンの告知など。
- 解説員厳選　自信の推奨馬

展望したレースを除く翌日の全レースの中から、解説員が自信のあるレース1つを取り上げ、本命馬と推奨理由、買い目を発表する。結果は、次回の当コーナーで振り返る。
過去のコーナー
- 私のパドックアイ

上のリニューアルに際して、2歳GIを除くGI週のみ作られたコーナー。
JRA-VANの『パドックアイ』からユーザーのコメントを紹介する。
2025年は、現時点で放送されていない。